# سکستان (استان ساسانی)
سَکاستان یا سَک‌ستان (که به صورت، سیستان، سجستان هم نوشته‌اند) یکی از استان‌های ساسانی در دوران باستان پسین بود که در کوست نیمروز قرار داشت. این استان امروزه در بخشی از ایران، افغانستان قرار دارد. این استان در غرب با کرمان، در شمال غرب با اسپهان، در شمال شرق با کوشانشهر و در جنوب شرق با توران و در جنوب با پارادان هم‌مرز بود. فرمان‌دار این استان را مرزبان می‌نامیدند، و اعضای خاندان شاهی در آنجا را «سکان‌شاه» می‌گفتند.

## ریشه‌شناسی
واژه «سک‌ستان» به معنی «سرزمین مردم سکا» است که دسته از سکاها بودند که از قرن سوم پیش از میلاد تا یکم میلادی به فلات ایران و هند مهاجرت کردند و پادشاهی‌ای را بنیان نهادند که با نام پادشاهی هندوسکایی شناخته می‌شود. در دوران هخامنشی، سک‌ستان با نام زرنکه شناخته می‌شود و جمعیت آن را ایرانیانی تشکیل می‌دادند که به آنها «سک‌ستانی» می‌گفتند.

## تاریخ
این استان حدوداً ۲۴۰، تشکیل شد. در زمان سلطنت شاپور اول (ح. ۲۴۰–۲۷۰)، به عنوان بخشی از قصد او برای متمرکز کردن امپراتوری خود - قبل از آن، این استان تحت فرمانروایی پادشاهی سورن اشکانی بود که اردشیر سکانشاه فرمانروای آن در زمان ساسانیان تابع ساسانیان شد. در زمان سلطنت پدر شاپور اردشیر اول (ح. ۲۲۴–۲۴۲) که شهر باستانی زرنگ را نیز بازسازی کرد که مرکز استان شد.

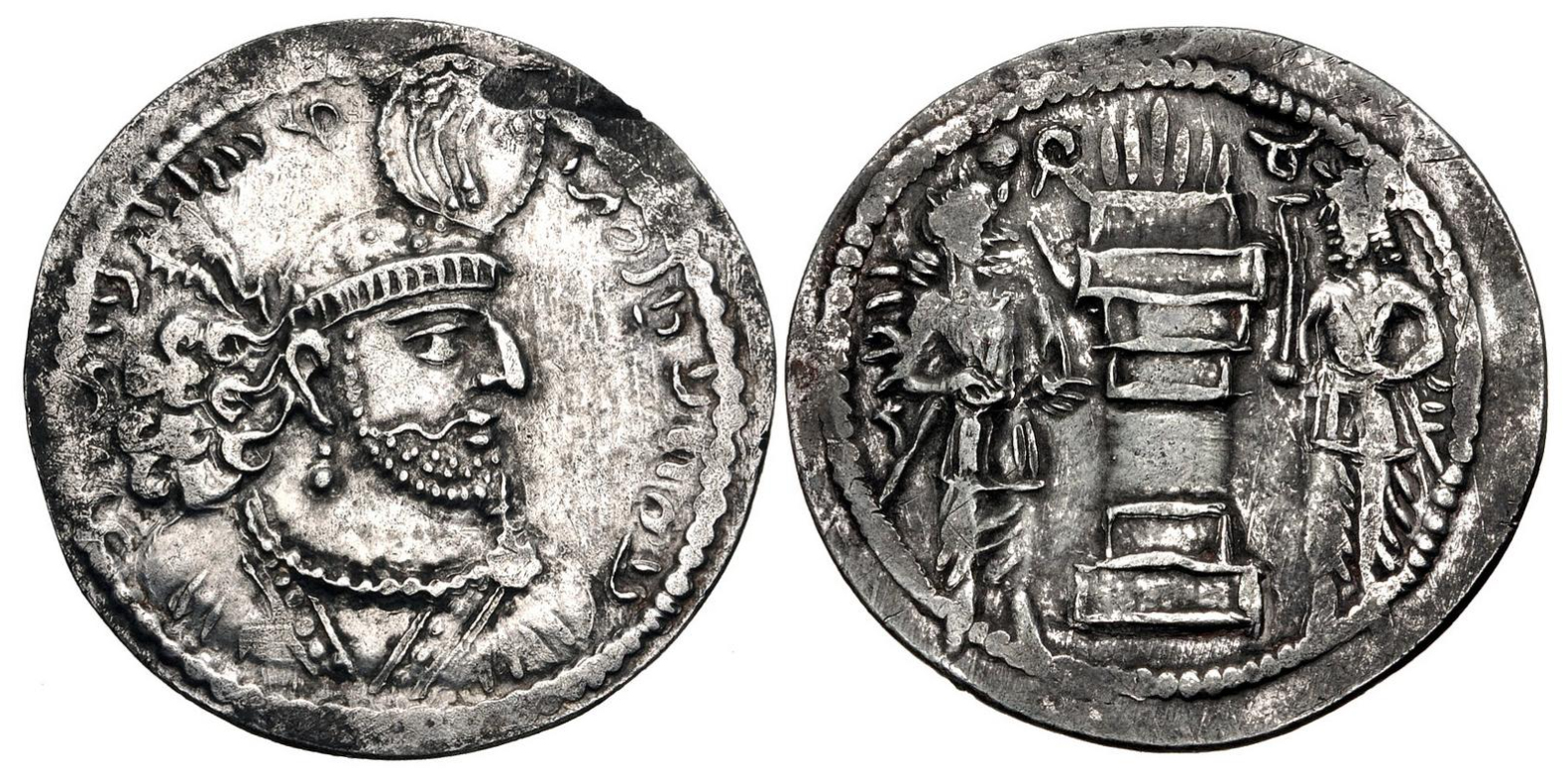
ضرب سکه نرسه (Narsē). ۲۹۳–۳۰۳ میلادی. ضرابخانه سکاستان.

نرسه پسر شاپور اولین کسی بود که به عنوان والی این ایالت منصوب شد که تا سال ۲۷۱ که شاهزاده ساسانی هرمزد به عنوان والی جدید منصوب شد، بر آن حکمرانی کرد.
بعدها در حدود ۲۸۱، هرمزد بر پسر عموی خود بهرام دوم (حک ۲۷۴–۲۹۳) قیام کرد. در جریان شورش مردم سکستان از طرفداران او بودند. با وجود این، بهرام دوم در سال ۲۸۳ موفق به سرکوب شورش شد و پسرش بهرام سوم را به عنوان والی استان منصوب کرد. در اوایل سلطنت شاپور دوم (۳۰۹–۳۷۹) برادرش شاپور سکانشاه را به عنوان والی سکستان منصوب کرد. پروز اول (ر. ۴۵۹–۴۸۴)، در اوایل سلطنت خود، با انتصاب یک کارنی به عنوان فرماندار آن، به حکومت سلسله ای در استان پایان داد. دلیل این انتصاب جلوگیری از درگیری بیشتر خانوادگی در استان و به منظور به دست آوردن کنترل مستقیم بیشتر بر استان بود.

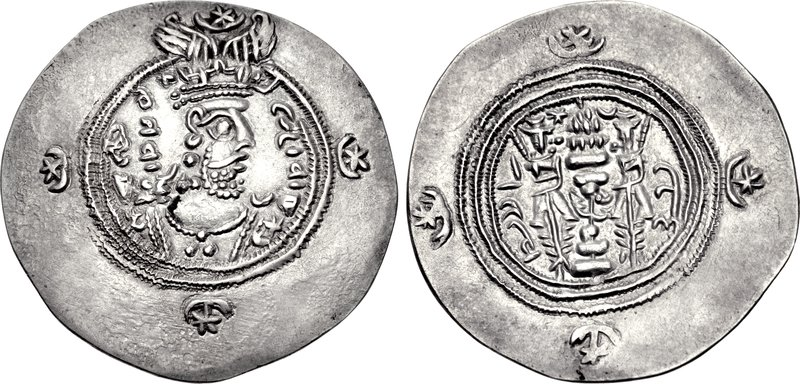
سکه نقره یزدگرد سوم ضرب در سکاستان به تاریخ ۶۵۱

در جریان فتح ایران توسط مسلمانان، یزدگرد سوم، آخرین پادشاه ساسانی در اواسط دهه ۶۴۰ به سکستان گریخت و در آنجا فرماندار آن آپرویز (که کم و بیش مستقل بود) به او کمک کرد. با این حال یزدگرد سوم با مطالبه پول مالیاتی که آپرویز از پرداخت آن کوتاهی کرده بود، به سرعت این حمایت را از دست داد.

### فتح اعراب
عبدالله بن عامر که اخیراً کرمان را فتح کرده بود، در سال ۶۵۰ ق. ربیع بن زیاد حارثی را به لشکرکشی به سکستان فرستاد. پس از مدتی به زلیق، شهر مرزی بین کرمان و سکستان رسید و دهقان شهر را وادار به اعتراف به مرجعیت راشدون کرد. سپس در قلعه کرکویه که آتشکده معروفی داشت که در تاریخ سیستان آمده است همین کار را کرد.
وی سپس به تصرف زمین‌های بیشتری در استان ادامه داد. پس از آن زرنگ را محاصره کرد و پس از جنگی سنگین در بیرون شهر، آپرویز و افرادش تسلیم شدند. وقتی آپرویز برای بحث در مورد شرایط یک معاهده به ربیع رفت، دید که از جنازه دو سرباز کشته شده به عنوان صندلی استفاده می‌کند. این امر آپرویز را به وحشت انداخت که برای رهایی ساکنان سکستان از دست اعراب، در ازای پرداخت خراج سنگین، که شامل خراج ۱۰۰۰ پسر برده با ۱۰۰۰ ظروف طلا بود، با اعراب صلح کرد. بنابراین سکستان تحت کنترل خلافت راشدین درآمد.

## جمعیت و مذهب
در زمان هخامنشیان، سکستان (در آن زمان به نام درانگیانا ) توسط گروه ایرانی شرقی ایرانی موسوم به درانگیان سکنی داشت. از قرن دوم قبل از میلاد تا قرن اول، سکستان شاهد هجوم عظیمی از قبایل ساکا بود که به قول برونر، «الگوی جمعیتی قدیمی‌تر منطقه را تغییر داد».
ساکنان سکستان عمدتاً زرتشتی بودند، در حالی که اقلیتی از آنها مسیحیان نسطوری بودند.

## خانه سورن
خاندان سورن، یک خانواده اشرافی اشکانی که به امپراتوری اشکانی و بعداً ساسانیان خدمت می‌کردند، بخشی از هفت تیره اشکانی - ساسانی بودند، هر خانواده در بخش‌های مختلف امپراتوری صاحب زمین بود، سورن‌ها در بخش‌هایی از سکستان صاحب زمین بودند.

## ضرابخانه
در زمان شاپور دوم، ضرابخانه ای در سکستان تأسیس شد (که علائم اختصاری آن به صورت SKSTN, S, SK بر سکه ها ضرب می شد). این ضرابخانه از نخستین دوره حکومت قباد یکم (حکومت ۴۸۸–۴۹۶) به بعد در مرکز استان، زرنگ (با علائم اختصاری: ZR, ZRN, ZRNG) قرار داشت.

## فرمانداران شناخته شده
- نرسی (تا ۲۷۱ میلادی)
- هرمزد سکستانی (۲۷۱ تا ۲۸۳ میلادی)
- بهرام سوم (۲۸۳ تا ۲۹۳ میلادی)
- شاپور سگانشاه (سده چهارم میلادی)
- هرمزد سوم (؟ تا ۴۵۷ میلادی)
- یک نجیب‌زاده ناشناس از خاندان کارن (میانه سده پنجم میلادی)
- بختیار سکستانی
- اپرویز سکستانی (؟ تا ۶۵۰/۱)
- خاندان سورن